# علی‌اکبر مسعودی خمینی
علی‌اکبر مسعودی خمینی (زاده ۱۳۱۰ در خمین) روحانی شیعه ایرانی و عضو جامعه مدرسین حوزه علمیه قم است. مسعودی به حکم سید علی خامنه‌ای از سال ۱۳۷۱ تا ۱۳۸۹ تولیت حرم فاطمه معصومه را برعهده داشت.

## زندگی
او تحصیلات مقدماتی را در خمین گذراند و سپس به اراک رفت. پس از تحصیل شرح سیوطی و حاشیه ملاعبدالله و کتاب معالم، راهی قم شد. در قم به تحصیل در حوزه فقه و اصول، فلسفه و تفسیر پرداخت.

## دیدگاه‌ها
او در سخنانی از شورای نگهبان انتقاد کرد. وی نیز از نامهٔ محمد یزدی به سید موسی شبیری زنجانی انتقاد کرده بود.
او همچنین در انتخابات سال ۱۴۰۳ از مسعود پزشکیان حمایت علنی نمود. 